# Transportni vojaški helikopter
Transportni vojaški helikopter je vrsta vojaškega helikopterja, katerega glavni namen je transport vojaške opreme ali vojakov. Ta tip helikopterja omogoča izvedbo sodobih zračnodesantnih vojaških akcij.